# Giro de Italia 1996
La 79ª edición del Giro de Italia se disputó entre el 18 de mayo y el 8 de junio de 1996, con un recorrido de 22 etapas y 3990 km, que se recorrieron a una velocidad media de 37,875 km/h.
El esprínter del equipo Kelme, Ángel Edo, tras rondar la victoria en varias etapas, consiguió el único triunfo parcial de la representación española en la quinta etapa. Por otro lado, Abraham Olano, candidato a la victoria final, se mantuvo entre los favoritos durante la mayor parte de la carrera. Quedó a solo un segundo del ruso Eugeni Berzin en la decimonovena etapa, la única contrarreloj de esta edición. Al finalizar aquella etapa, Olano estaba a solo un segundo del líder, Pável Tonkov. En la etapa del día siguiente, Olano consiguió recortar aquel segundo, y consiguió ponerse la maglia rosa, empatado con Tonkov en el mismo tiempo.
Sin embargo, en la penúltima etapa, Olano acusó el esfuerzo de toda la carrera y, en una gran etapa en la que se ascendió, entre otros, el terrible Mortirolo, perdió casi tres minutos con respecto a Tonkov y solo pudo mantener la tercera posición con apenas tres segundos de ventaja respecto al cuarto clasificado, el letón Piotr Ugrumov.
Así, Pável Tonkov se alzaba vencedor del Giro de Italia, acompañado en el podio por el italiano Enrico Zaina y el español Abraham Olano.

## Equipos participantes
| Equipo                    | Jefe de filas      |
| Mapei GB                  | Abraham Olano      |
| Aki-Gipiemme              | Dimitri Konyshev   |
| Brescialat                | Zenon Jaskuła      |
| Carrera-Longoni Sport     | Claudio Chiappucci |
| Ceramiche Panaria-Vinavil | Pável Tonkov       |
| Festina-Lotus             | Bruno Boscardin    |
| Gewiss-Playbus            | Eugeni Berzin      |
| Selle Italia-Glacial      | Nelson Rodríguez   |
| Kelme - Artiach           | Laudelino Cubino   |

| Equipo                       | Jefe de filas            |
| Maglificio MG - Technogym    | Gianni Bugno             |
| MX Onda                      | Marcel Wüst              |
| Ceramiche Refin - Mobilvetta | Djamolidine Abdoujaparov |
| Roslotto-ZG Mobili           | Piotr Ugrumov            |
| Saeco                        | Mario Cipollini          |
| Amore & Vita                 | Riccardo Forconi         |
| Scrigno-Blue Storm           | Mirko Rossato            |
| Team Polti                   | Giuseppe Guerini         |
| TVM                          | Vladimir Poulnikov       |

## Etapas
| Etapa      | Fecha     | Recorrido                         | type                    | Distancia (km) | Ganador             | Líder             |
| ---------- | --------- | --------------------------------- | ----------------------- | -------------- | ------------------- | ----------------- |
| 1.ª etapa  | 18 de may | Atenas – Atenas                   | etapa llana             | 170            | Silvio Martinello   | Silvio Martinello |
| 2.ª etapa  | 19 de may | Eleusis – Naupacto                | etapa llana             | 231            | Glenn Magnusson     | Silvio Martinello |
| 3.ª etapa  | 20 de may | Mesolongi – Ioánina               | etapa llana             | 188            | Giovanni Lombardi   | Stefano Zanini    |
| 4.ª etapa  | 22 de may | Ostuni – Ostuni                   | etapa llana             | 147            | Mario Cipollini     | Silvio Martinello |
| 5.ª etapa  | 23 de may | Metaponto – Crotona               | etapa llana             | 188            | Ángel Edo           | Silvio Martinello |
| 6.ª etapa  | 24 de may | Crotona – Catanzaro               | etapa de montaña        | 176            | Pascal Hervé        | Pascal Hervé      |
| 7.ª etapa  | 25 de may | Amantea – Macizo del Sirino       | etapa de montaña        | 164            | Davide Rebellin     | Davide Rebellin   |
| 8.ª etapa  | 26 de may | Polla – Nápoles                   | etapa llana             | 135            | Mario Cipollini     | Davide Rebellin   |
| 9.ª etapa  | 27 de may | Nápoles – Fiuggi                  | etapa de montaña        | 184            | Enrico Zaina        | Davide Rebellin   |
| 10.ª etapa | 28 de may | Arezzo – Prato                    | etapa de montaña        | 155            | Rodolfo Massi       | Davide Rebellin   |
| 11.ª etapa | 29 de may | Prato – Marina di Massa           | etapa llana             | 130            | Mario Cipollini     | Davide Rebellin   |
| 12.ª etapa | 30 de may | Aulla – Loano                     | etapa llana             | 195            | Fabiano Fontanelli  | Davide Rebellin   |
| 13.ª etapa | 31 de may | Loano – Prato Nevoso              | etapa de montaña        | 115            | Pável Tonkov        | Pável Tonkov      |
| 14.ª etapa | 1 de jun  | Santuario de Vicoforte – Briançon | etapa de montaña        | 202            | Pascal Richard      | Pável Tonkov      |
| 15.ª etapa | 2 de jun  | Briançon – Aosta                  | etapa llana             | 235            | Gianni Bugno        | Pável Tonkov      |
| 16.ª etapa | 3 de jun  | Aosta – Lausana                   | etapa de montaña        | 180            | Alexandr Gonchenkov | Pável Tonkov      |
| 17.ª etapa | 4 de jun  | Lausana – Biella                  | etapa de montaña        | 236            | Nicolaj Bo Larsen   | Pável Tonkov      |
| 18.ª etapa | 5 de jun  | Meda – Vicenza                    | etapa llana             | 221            | Mario Cipollini     | Pável Tonkov      |
| 19.ª etapa | 6 de jun  | Vicenza – Marostica               | contrarreloj individual | 62             | Yevgueni Berzin     | Pável Tonkov      |
| 20.ª etapa | 7 de jun  | Marostica – Paso Pordoi           | etapa de montaña        | 220            | Enrico Zaina        | Abraham Olano     |
| 21.ª etapa | 8 de jun  | Cavalese – Aprica                 | etapa de montaña        | 250            | Ivan Gotti          | Pável Tonkov      |
| 22.ª etapa | 9 de jun  | Sondrio – Milán                   | etapa llana             | 176            | Serguei Outschakov  | Pável Tonkov      |

## Clasificaciones
| \| 1. \| Pável Tonkov \| Rusia \| PAN \| 105h 20' 23s \| \| \| 2. \| Enrico Zaina \| Italia \| CAR \| a 2' 43s \| \| \| 3. \| Abraham Olano \| España \| MAP \| a 2' 57s \| \| \| 4. \| Piotr Ugrumov \| Letonia \| ROS \| a 3' 00s \| \| \| 5. \| Ivan Gotti \| Italia \| GEW \| a 3' 36s \| \| \| 6. \| Davide Rebellin \| Italia \| POL \| a 9' 15s \| \| \| 7. \| Stefano Faustini \| Italia \| AKI \| a 10' 38s \| \| \| 8. \| Alexandre Shefer \| Kazajistán \| SCR \| a 11' 22s \| \| \| 9. \| Jean Cyril Robin \| Francia \| FES \| a 13' 04s \| \| \| 10. \| Eugeni Berzin \| Rusia \| GEW \| a 14' 41s \| \| |                  |            |     |              |  |
| 1. | Pável Tonkov     | Rusia      | PAN | 105h 20' 23s |  |
| 2. | Enrico Zaina     | Italia     | CAR | a 2' 43s     |  |
| 3. | Abraham Olano    | España     | MAP | a 2' 57s     |  |
| 4. | Piotr Ugrumov    | Letonia    | ROS | a 3' 00s     |  |
| 5. | Ivan Gotti       | Italia     | GEW | a 3' 36s     |  |
| 6. | Davide Rebellin  | Italia     | POL | a 9' 15s     |  |
| 7. | Stefano Faustini | Italia     | AKI | a 10' 38s    |  |
| 8. | Alexandre Shefer | Kazajistán | SCR | a 11' 22s    |  |
| 9. | Jean Cyril Robin | Francia    | FES | a 13' 04s    |  |
| 10. | Eugeni Berzin    | Rusia      | GEW | a 14' 41s    |  |

| \| 1. \| Fabrizio Guidi \| Italia \| SCR \| 235 puntos \| \| 2. \| Giovanni Lombardi \| Italia \| POL \| 130 puntos \| \| 3. \| Enrico Zaina \| Italia \| CAR \| 120 puntos \| |                   |        |     |            |
| 1. | Fabrizio Guidi    | Italia | SCR | 235 puntos |
| 2. | Giovanni Lombardi | Italia | POL | 130 puntos |
| 3. | Enrico Zaina      | Italia | CAR | 120 puntos |

| \| 1. \| Mariano Piccoli \| Italia \| BRE \| 69 puntos \| \| 2. \| Pável Tonkov \| Rusia \| PAN \| 37 puntos \| \| 3. \| Ivan Gotti \| Italia \| GEW \| 36 puntos \| |                 |        |     |           |
| 1. | Mariano Piccoli | Italia | BRE | 69 puntos |
| 2. | Pável Tonkov    | Rusia  | PAN | 37 puntos |
| 3. | Ivan Gotti      | Italia | GEW | 36 puntos |

| \| 1. \| Fabrizio Guidi \| Italia \| SCR \| 59h 36' 45s \| \| 2. \| Fabrizio Bontempi \| Italia \| BRE \| a 15s \| \| 3. \| Mauro Bettin \| Italia \| REF \| a 1' 37s \| |                   |        |     |             |
| 1. | Fabrizio Guidi    | Italia | SCR | 59h 36' 45s |
| 2. | Fabrizio Bontempi | Italia | BRE | a 15s       |
| 3. | Mauro Bettin      | Italia | REF | a 1' 37s    |

| \| 1. \| Carrera \| Italia \| CAR \| - \| |         |        |     |   |
| 1.                                        | Carrera | Italia | CAR | - |